# Andrew Lang (físico)
Andrew Richard Lang FRS CBE (9 de fevereiro de 1924 — 30 de junho de 2008) foi um físico britânico, especialista em cristalografia.